# Providence Steam Roller
I Providence Steam Roller, chiamati anche Providence Steam Rollers, Providence Steamroller e Providence Steamrollers, sono stati una squadra professionistica di football americano con sede a Providence, che disputò nella National Football League le stagioni dal 1925 al 1931.
La squadra vinse il campionato NFL 1928, l'ultima stagione in cui vinse una squadra non più attiva nella NFL.

## Giocatori importanti

### Membri dellaPro Football Hall of Fame
Quello che segue è l'elenco delle personalità che hanno fatto parte dei Providence Steam Roller che sono state ammesse nella Pro Football Hall of Fame con l'indicazione del ruolo ricoperto nella squadra, il periodo di appartenenza e la data di ammissione (secondo cui è stato ordinato l'elenco).
- Jimmy Conzelman, quarterback e allenatore capo dal 1927 al 1929, ammesso nel 1964
- Fritz Pollard, running back nel 1925, ammesso nel 2005